# Разлив нефти в Вентанилье
Разлив нефти в Вентанилье — крупная экологическая катастрофа, начавшаяся 15 января 2022 года в Вентанилье (Перу). 15 января 2022 года произошёл разлив нефти с судна Mare Doricum, принадлежащего испанской нефтегазовой компании Repsol. Компания заявила, что разлив произошёл из-за высоких волн, вызванных извержением вулкана Хунга-Тонга-Хунга-Хаапай.

## События
Разлив произошёл 15 января 2022 года на нефтеперерабатывающем заводе La Pampilla, управляемом дочерней компанией Repsol — Repsol del Perú S.A.C. Первоначально Repsol заявила, что было разлито 7 галлонов нефти, но утром было установлено, что было разлито около 6 тысяч баррелей.
25 января ВМС Перу сообщили об обнаружении второго разлива нефти в том же терминале (№ 2) завода La Pampilla, о котором не сообщила Repsol. Было пролито 8 баррелей. Согласно исследованиям, этот разлив произошёл 24 января. Repsol заявила, что это был «контролируемый сброс остатков».
Министр охраны окружающей среды Перу Рубен Рамирес заявил, что Repsol не сразу сообщила об аварии правительству Перу, за что компания выплатит штраф до 138 миллионов солей, а также о том, что в океан попало 11,9 тысяч баррелей нефти.

## Реакция
В Перу был объявлен режим чрезвычайной экологической ситуации на 90 дней. Прокуратура Перу начала расследование аварии. Repsol утверждает, что ни правительство Перу, ни военно-морской флот не предупреждали о цунами на побережье Перу, поэтому её операции не были приостановлены.